# Coscinia incompleta
Coscinia incompleta är en fjärilsart som beskrevs av Charles Oberthür 1911. Coscinia incompleta ingår i släktet Coscinia och familjen björnspinnare. Inga underarter finns listade i Catalogue of Life.